# بينيتو إراولا سالاس فارغاس
بينيتو إراولا سالاس فارغاس (بالإسبانية: Benito Salas Vargas)‏ هو ضابط كولومبي، ولد في 1770 في نيفا في كولومبيا، وتوفي بنفس المكان في 18 سبتمبر 1816.